# 勧修寺経顕
勧修寺 経顕（かじゅうじ つねあき）は、鎌倉時代末期から南北朝時代にかけての公卿。藤原北家勧修寺流坊城家、権中納言・坊城定資の次男。官位は従一位・内大臣。勧修寺家初代当主。

## 経歴
元徳元年（1329年）に蔵人頭に任じられ、翌元徳2年（1330年）には参議に任じられた。暦応3年（1340年）に権大納言となり、2年後の康永元年（1342年）に権大納言を辞しているが、「光厳院の寵臣」（『椿葉記』）と称されていたように光厳上皇の下で院伝奏・評定衆・武家執奏を長く務め、また妻が上皇の皇子の乳母になるなど相応の地位が確保された。
正平一統の際に宮中の混乱を鎮め、失意の二条良基を叱咤して、妻の乳母子である後光厳天皇の擁立を画策した。応安3年（1370年）には従一位内大臣に任じられているが非難も多く、翌年には辞職している。光厳・後光厳両天皇の信任が厚く、北朝方の重鎮として活躍した。

## 系譜
- 父：坊城定資（1275-1330）
- 母：四条隆氏の妹
- 妻：不詳
  - 男子：勧修寺経方
  - 男子：勧修寺経重